# Val Formazza (area protetta)
Val Formazza è il nome di una zona di protezione speciale della rete Natura 2000 situata nella provincia del Verbano-Cusio-Ossola, nel Piemonte nord-orientale, istituita nel 2006. In ordine di dimensione è la quarta zona di protezione speciale più estesa del Piemonte.

## Territorio
Si estende su una superficie di 22 233 ha in un ampio territorio al confine con la Svizzera e interessa i territori comunali di Baceno, Craveggia, Crevoladossola, Crodo, Formazza, Montecrestese, Premia e Santa Maria Maggiore.
L'area protetta comprende il versante orientale della Val Formazza dalla parte più settentrionale del territorio di Santa Maria Maggiore fino al Passo di San Giacomo e il versante occidentale dalla valle del torrente Vannino fino al passo. Confina per un tratto con il Parco naturale dell'Alpe Veglia e dell'Alpe Devero, e con il SIC "Alpi Veglia e Devero - Monte Giove" (IT1140016), comprende completamente il SIC "Alta Val Formazza" (IT1140004). L'area è inoltre completamente compresa nella Important Bird and Biodiversity Area "Val d'Ossola" (IBA207).
Nell'area sono presenti tre bacini idroelettrici: il lago di Morasco, il lago Toggia e il lago Castel, e numerosi altri laghetti naturali di dimensioni minori. Nella ZPS si trovano i centri abitati di Riale e Frua che fanno parte del comune di Formazza.
L'area è situata per la gran parte sopra il limite della vegetazione arborea e comprende diversi habitat alpini con ambienti rocciosi e presenza di fenomeni di carsismo.

## Fauna
L'area è di particolare interesse sia perché lungo la valle si snoda una delle principali rotte migratorie dell'avifauna sia perché è sito riproduttivo di diverse specie alpine, soprattutto galliformi. Caratteristica anche la forte presenza di coleotteri e lepidotteri tra i quali alcune specie endemiche di interesse comunitario.
Circa 80 sono le specie di uccelli, 14 di queste sono inserite nell'Allegato 1 della Direttiva Uccelli che elenca le specie per le quali "sono previste misure speciali di conservazione per quanto riguarda l'habitat, per garantire la sopravvivenza e la riproduzione di dette specie nella loro area di distribuzione".
Tra i migratori primaverili diretti verso l'Europa nord-orientale si trovano il falco di palude (Circus  aeruginosus), il falco  pecchiaiolo (Pernis  apivorus) e il nibbio bruno (Milvus migrans), il piro piro piccolo (Tringa ochropus), la gru (Grus grus), il cormorano (Phalacrocorax carbo) e la cutrettola (Motacilla flava).
Gli ambienti aperti alpini (praterie, pascoli, aree rocciose ecc.) sono habitat per la pernice  bianca  (Lagopus  muta), il gallo  forcello  (Lyrurus tetrix ), il codirossone  (Monticola saxatilis), il fringuello alpino (Montifringilla nivalis), il venturone (Carduelis citrinella).
Negli ambienti rocciosi si riscontra la presenza dell'aquila reale (Aquila chrysaetos) della quale esistono coppie nidificanti, del gipeto  (Gypaetus barbatus), del gufo reale (Bubo bubo) che qui ha una delle zone di nidificazione più elevate delle Alpi italiane, e del gracchio corallino (Pyrrhocorax pyrrhocorax). 
Gli ambienti forestali ospitano, tra gli altri il gallo forcello (Lyrurus tetrix), la civetta nana  (Glaucidium  passerinum) e il picchio nero (Dryocopus martius).

## Stato di conservazione e minacce
L'area è complessivamente in una situazione di buona conservazione. L'attività  forestale è contenuta a limitata all'autoconsumo o al commercio locale. L'area fa parte della zona di produzione dell'Ossolano, un formaggio a pasta dura, sono presenti alcune aziende dedite alla produzione casearia e nell'area viene praticata una discreta  attività agropastorale. 
Situata in una zona con vocazione turistica si trovano all'interno dell'area strutture ricettive con numerosi visitatori sia d'estate sia d'inverno.  
Nella piana di Riale si trova un centro per lo sci di fondo con cinque anelli che ospita anche eventi agonistici internazionali. Presso la cascata del Toce, si svolgono annualmente spettacoli pirotecnici.  
La zona si trova all'interno del Comprensorio Alpino VCO2, e vi viene praticata la caccia agli ungulati e ai galliformi alpini concentrata però per lo più nel comune di Montecrestese situato nella parte più meridionale dell'area protetta.